# Pterolophia obliqueplagiata
Pterolophia obliqueplagiata är en skalbaggsart som beskrevs av Stefan von Breuning 1938. Pterolophia obliqueplagiata ingår i släktet Pterolophia och familjen långhorningar. Inga underarter finns listade i Catalogue of Life.